# Новый Рауцел
Новый Рауцел (рум. Răuţelul Nou, Рэуцелул-Ноу) — село в Фалештском районе Молдавии. Наряду с селом Хилиуцы входит в состав коммуны Хилиуцы.

## География
Село расположено на высоте 145 метров над уровнем моря.

## Население
По данным переписи населения 2004 года, в селе Рэуцелул-Ноу проживает 222 человека (103 мужчины, 119 женщин).
Этнический состав села:
| Национальность | Число жителей | Процентный состав |
| -------------- | ------------- | ----------------- |
| молдаване      | 159           | 71.62             |
| украинцы       | 36            | 16.22             |
| русские        | 20            | 9.01              |
| румыны         | 1             | 0.45              |
| поляки         | 1             | 0.45              |
| прочие         | 5             | 2.25              |
| Всего          | 222           | 100%              |